# Liste des épouses des présidents de la république du Congo
Les Premières dames de la république du Congo sont les épouses des présidents de la république du Congo. Depuis 1997, la Première dame est Antoinette Sassou Nguesso.

## Liste des épouses des présidents de la république du Congo
| Années      | Nom                                           | Date de naissance - Date de décès | Époux                   | Photographie |
| ----------- | --------------------------------------------- | --------------------------------- | ----------------------- | ------------ |
| 1959-1963   |                                               | -                                 | Abbé Fulbert Youlou     |              |
| 1963-1968   | Marie Massamba-Debat née Nsona                | 1928- 1993                        | Alphonse Massamba-Débat |              |
| 1968-1972   | Clotilde Ngouabi née Martin                   | 1941-2019                         | Marien Ngouabi          |              |
| 1972-1977   | Céline Ngouabi née Mvouka                     | -                                 | Marien Ngouabi          |              |
| 1977-1979   | Marie-Noëlle Yhombi-Opango née Ngollo         |                                   | Joachim Yhombi-Opango   |              |
| 1979-1992   | Antoinette Sassou Nguesso née Loemba Tchibota | 1945-                             | Denis Sassou-Nguesso    |              |
| 1992-1997   | Jocelyne Lissouba née Rosdam                  |                                   | Pascal Lissouba         |              |
| Depuis 1997 | Antoinette Sassou Nguesso née Loemba Tchibota | 1945-                             | Denis Sassou-Nguesso    |              |